# CSU Pueblo ThunderWolves
Los CSU Pueblo ThunderWolves (en español: Lobos del Trueno de la Estatal de Colorado Pueblo) son el equipo deportivo que representa a la Universidad Estatal de Colorado Pueblo ubicada en Pueblo, Colorado en la NCAA Division II como miembro de la Rocky Mountain Athletic Conference con 15 secciones deportivas.

## Historia
Anteriormente era conocido como Southern Colorado Indians y después como Southern Colorado ThunderWolves. El programa de fútbol americano había sido disuelto en 1984 pero después fue reinstalado en 2008 y terminaron con record de 4–6. Los ThunderWolves ganaron el campeonato en 2014 de la NCAA Division II, el primer título en la historia del programa, blanqueando a Minnesota State Mavericks por 13–0.

## Afiliaciones de Conferencia
- de 1938–39 a 1962–63 – NJCAA Independent
- de 1963–64 a 1966–67 – NAIA Independent
- de 1967–68 a 1971–72 – Rocky Mountain Athletic Conference - En una División
- de 1972–73 a 1975–76 – Great Plains Athletic Conference
- de 1976–77 a 1989–90 – Rocky Mountain Athletic Conference
- de 1990–91 a 1995–96 – Colorado Athletic Conference
- de 1996–97 a Hoy – Rocky Mountain Athletic Conference

## Deportes
- Masculino (7): Béisbol, baloncesto, fútbol americano, golf, fútbol, tenis y lucha.
- Femenino (8): Baloncesto, cross country, golf, fútbol, softbol, tenis, voleibol y atletismo.